# Грунь (Караш-Северін)
Грунь, Груні (рум. Gruni) — село у повіті Караш-Северін в Румунії. Входить до складу комуни Корнерева.
Село розташоване на відстані 299 км на захід від Бухареста, 47 км на південний схід від Решиці, 118 км на південний схід від Тімішоари, 140 км на північний захід від Крайови.

## Населення
За даними перепису населення 2002 року у селі проживали 60 осіб, усі — румуни. Усі жителі села рідною мовою назвали румунську.